# NIO EP9
El NIO EP9 (xinès simplificat: 蔚来EP9, pinyin: Wèilái EP9) és un automòbil superesportiu elèctric coupé de dos portes dièdriques biplaça especialitzat per al circuit, fabricat per l'empresa xinesa NIO, assistida per la divisió de carreres de Fórmula E NextEV, des de 2017.
El seu nom significa Electric Performance 9 (rendiment elèctric). Va ser presentat el 21 de novembre de 2016 en la Galeria Saatchi de Londres, on van anunciar que el vehicle era el més ràpid del mercat, i la fabricació del qual els va prendre uns 18 mesos.
És un dels primers vehicles xinesos en aparéixer en un videojoc, formant part de Forza Horizon 5, i Asphalt 9: Legends.

## Característiques
El cap de disseny va ser David Hilton, qui abans també havia estat director executiu de disseny de NIO.

Té una massa de 1,735 quilograms (3,825 lb) dels quals 635 quilograms (1,400 lb) són les bateries i 364 quilograms (802 lb) el xassís. La seua carrosseria i el xassís monobuc estan fabricats en fibra de carboni, amb una força excepcional un 70% més lleuger que l'acer i una rigidesa de 30 000 N·m (22 127 lb·peu)/grau.

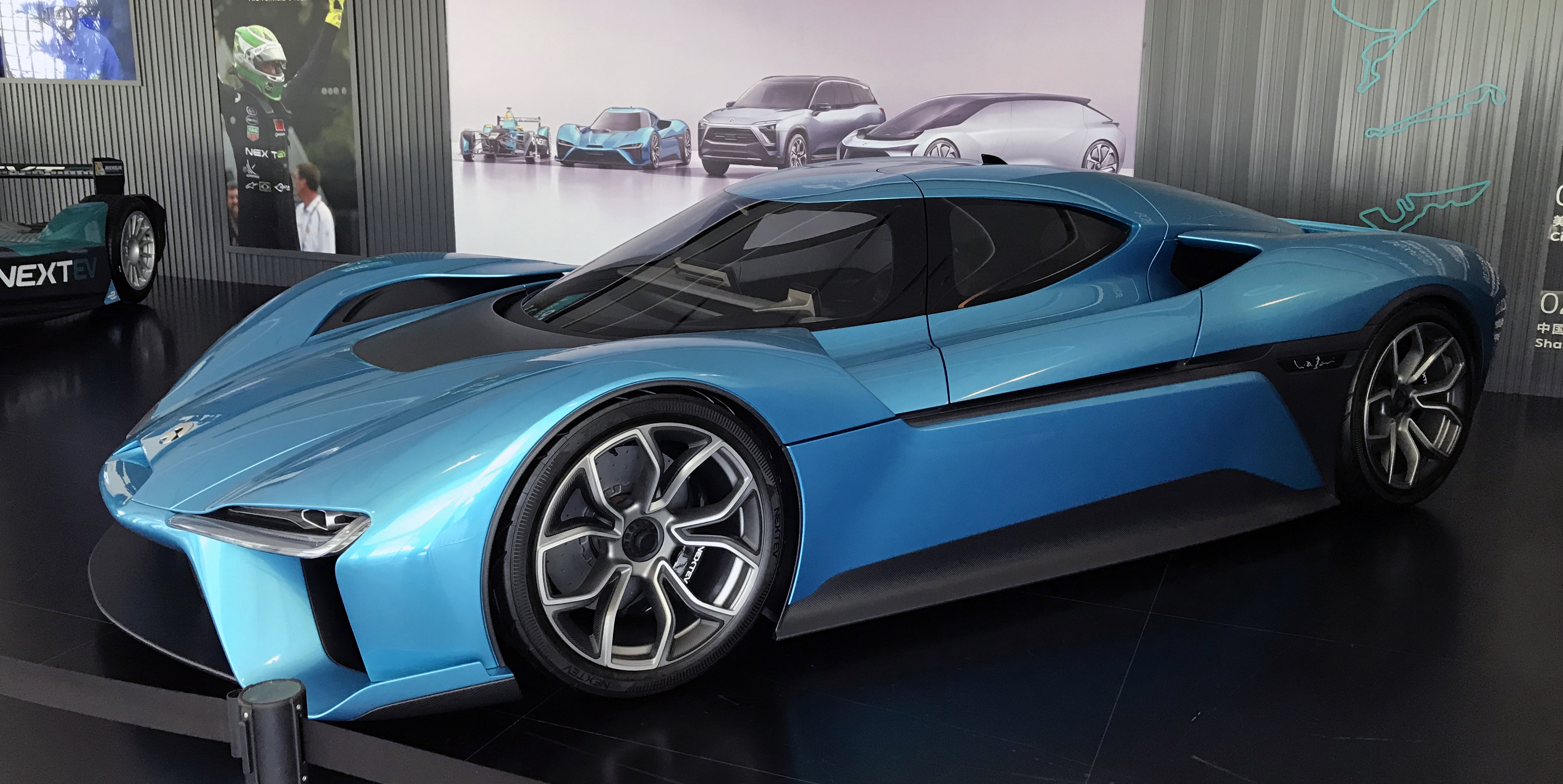
En exhibició en la seu de Nio en Shanghai.

Equipa una planta motriu de quatre motors elèctrics de 1 megawatt (1,360 CV; 1,341 hp) de potència total combinada i un parell vectorial màxim instantani de 1,480 newtons metre (1,092 lb·ft) en el motor i 6,334 newtons metre (4,672 lb·ft) en les rodes, en un rang de revolucions que contempla des de 0 a 7500 rpm. Cada motor està unit a cada roda regulada i controlada amb una transferència de potència sense problemes, per mitjà de caixes del canvi individuals d'una sola velocitat amb una relació de 1:4.283.
El sistema d'emmagatzematge és mitjançant 2 paquets de bateries d'ió de liti de 45 quilowatts-hora (162 MJ) cadascuna amb un total de 1,000 quilowatts (1,360 CV; 1,341 hp) de potència pic; es troben instal·lades en els laterals del vehicle. Poden extreure's i acoblar altres dos totalment carregades en 8 minuts. Estan refrigerades per líquid i lliuren 777 V en corrent continu (CC), les quals es poden recarregar en uns 45 minuts.

## Rècords

### Paul Ricard
Va recórrer el circuit Paul Ricard a França en 1 minut 52 segons i 78 centèsimes, obtenint el títol del més ràpid, deixant enrere la marca anterior de 2 minuts i 40 segons.

### Nürburgring

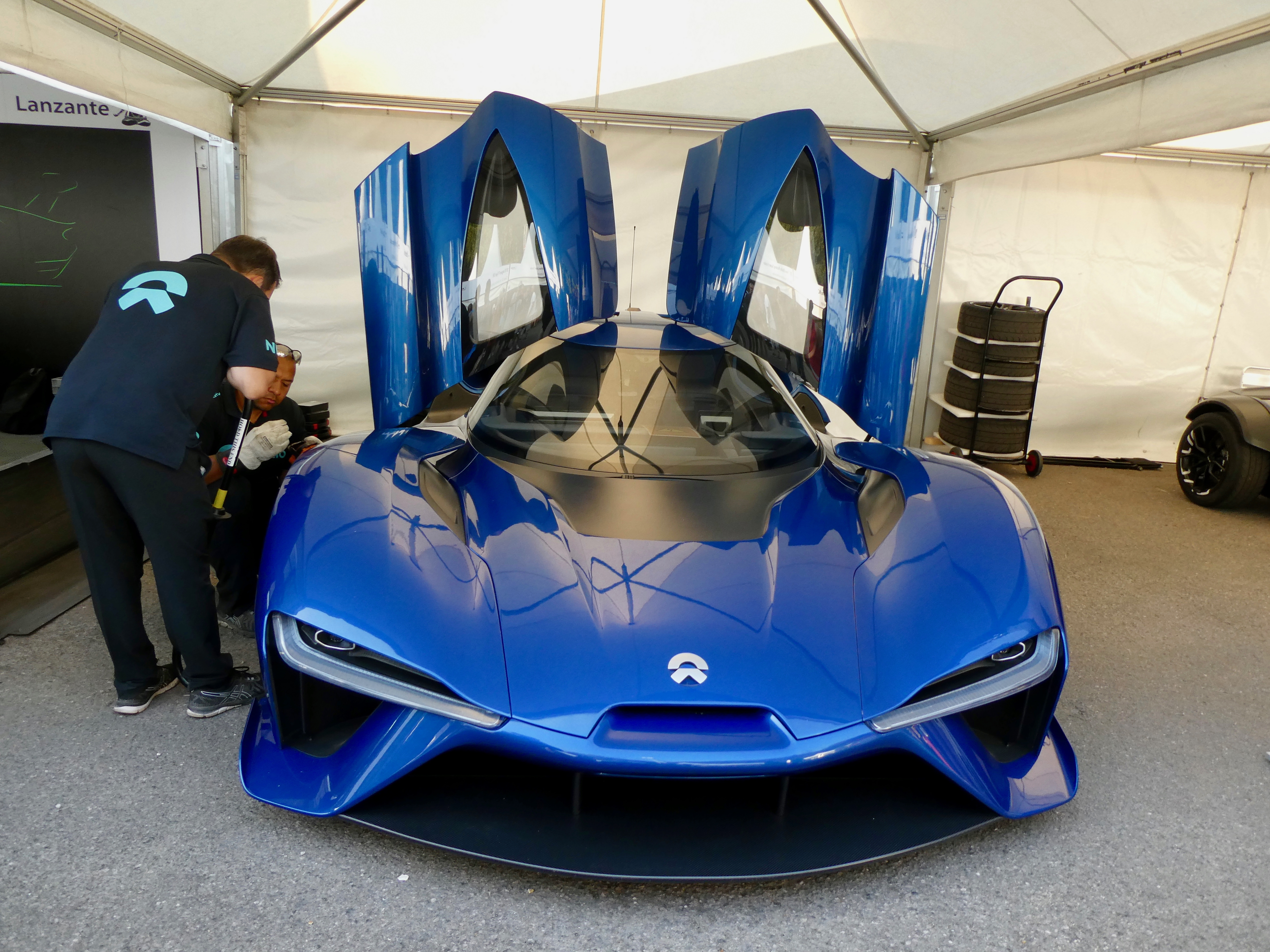
Amb les portes dièdriques obertes.

El 14 d'octubre de 2016 va recórrer el circuit de Nürburgring-Nordschleife en un temps de 7 minuts 5 segons i 12 centèsimes, situant-lo com el cotxe elèctric més ràpid del món.
El 12 de maig de 2017 ho feu en un temps de 6 minuts 45 segons i 9 centèsimes, marcant el rècord del circuit i convertint-se així en el cotxe més ràpid del món en aquell circuit, superant al Pagani Zonda R que ho va fer en un temps de 6.47.5.
Posseeix la setena posició després dels temps absoluts en Nürburgring del Porsche 919 Hybrid Evo (5.19.5), Volkswagen I.D. R (6.05.3), Porsche 956 (6.25.9), March Engineering 832-BMW (6.28.3), Porsche 911 GT2 RS MR (6.40.3) i del Lamborghini Aventador SV (6.44.9).
És considerat un vehicle transcendental, ja que és el primer cotxe elèctric en establir un temps en circuit igual o superior al d'un vehicle de combustió. El 6.45'9 del NIO EP9 suposa una reducció de 20 segons respecte al seu millor temps anterior en tot just sis mesos més de desenvolupament.

### Circuit de les Amèriques
Al febrer de 2017 es van fer diverses proves en el Circuit de les Amèriques i es van aconseguir els següents resultats:
- Una volta al circuit en 2.11:3 amb una velocitat màxima de 273,5 km/h, amb el que aconsegueix el rècord del circuit en la categoria de cotxe de producció i batent l'anterior marca per 6 segons que tenia el McLaren P1.
- Una volta al circuit sense pilot en 2.40:33 aconseguint una velocitat màxima de 257 quilòmetres per hora (160 mph), la qual cosa el converteix en el vehicle autònom més ràpid del món.[8]

### Goodwood Hillclimb
El 14 de juliol de 2018 va recórrer els 2 quilometres (1.2 mi) del pujol de Goodwood en un temps de 44,61 segons amb Peter Dumbreck al volant, que millora en vora 3 segons la marca anterior obtinguda en 2016 per un McLaren P1 LM de Lanzante Limited que ho va fer en 47,07 segons, convertint-se així en el cotxe de circuit més ràpid. De la mateixa manera, posseeix la sisena posició en temps històrics del recorregut.

## Producció
NextEV assemblaria un total de 16 unitats, de les quals 6 estaven reservades per als inversors de la pròpia companyia i les 10 extra que es construirien baixa comanda. Tenien un cost d'US$ 1 480 000 ($1 636 117 en 2023) cadascun, i la producció començà el 2017.